# استقامت (دهانه)
استقامت (به انگلیسی: Endurance) یک دهانه برخوردی است که در منطقه چهار ضلعی خلیج مارگاریتیفر (MC-۱۹) در سیاره مریخ واقع شده‌است. مریخ نورد فرصت از ماه مه تا دسامبر ۲۰۰۴ از این گودال بازدید داشته‌است. دانشمندان مأموریت این دهانه آتشفشان را به نام کشتی اندورانس (کشتی استقامت) نام‌گذاری کردند که در طی سفر ۱۹۱۴–۱۹۱۷ امپراتوری به فراقطب جنوب از طریق دریای ودل به قطب جنوب می‌رفت و این آخرین سفر در تاریخ قهرمانان کاوش در قطب جنوب بود که توسط ارنست شاکلتون مدیریت شد.
این مریخ نورد در ماموریت-۱۳۴ وارد فضای داخلی دهانه سل (۱۵ ژوئن) و در ماموریت-۱۳۵ از دهانه سل (۱۴ دسامبر) خارج شد. در این مدت موانع مختلف و شیب‌های تند را پشت سر می‌گذارد و هنگام حرکت روی ماسه‌های ریز، لغزش چرخ بزرگ را پشت سر می‌گذارد.

## کاوش توسط فرصت
پس از رسیدن به دهانه، فرصت برای بررسی بیشتر در مورد زمین‌شناسی محلی، یک بررسی از دهانه را انجام داد. محلی به‌نام "کاراتپه (به انگلیسی: Karatepe-تپه سیاه)" برای ورود به دهانه و بررسی لایه‌بندی سنگ زیرین (بستر) انتخاب شد.
تصویر سمت چپ (خاکستری) تغییر رنگ لایه‌های بستر را نشان می‌دهد. لایه "A" نزدیک‌تر به مریخ‌نورد و بالاتر از لایه‌های "B" تا "E" است. بافت و شیمی سنگ نیز با عمق متفاوت است؛ بنابراین دانشمندان استنباط می‌کنند که سن این لایه‌ها از الگوی مشابهی پیروی می‌کند و لایه‌های بالاتر از لایه‌های پایین‌تر جوان هستند.
سپس فرصت بیشتر به دهانه رفت تا تپه‌های شنی را بررسی کند. هنگام پایین‌آمدن مریخ‌نورد، برآمدگی‌های مختلف سنگ مورد بررسی قرار گرفت. از ترس اینکه مریخ‌نورد برای همیشه گیر کند، تصمیم گرفته‌شد که به داخل تپه‌های شنی حرکت نکند. در عوض، فرصت قبل از اینکه به لبه دهانه برگردد، روی برخی از سنگ‌های اطراف تپه‌های شنی کارهایی انجام داد. در بین راه، با تخته‌سنگی، ملقب به «ووپمای» روبرو شد که شواهد غیرقطعی را اثبات می‌کند که سنگ‌های نزدیک زیر دهانه قبل و بعد از تشکیل دهانه تحت تأثیر آب قرار گرفته‌اند.

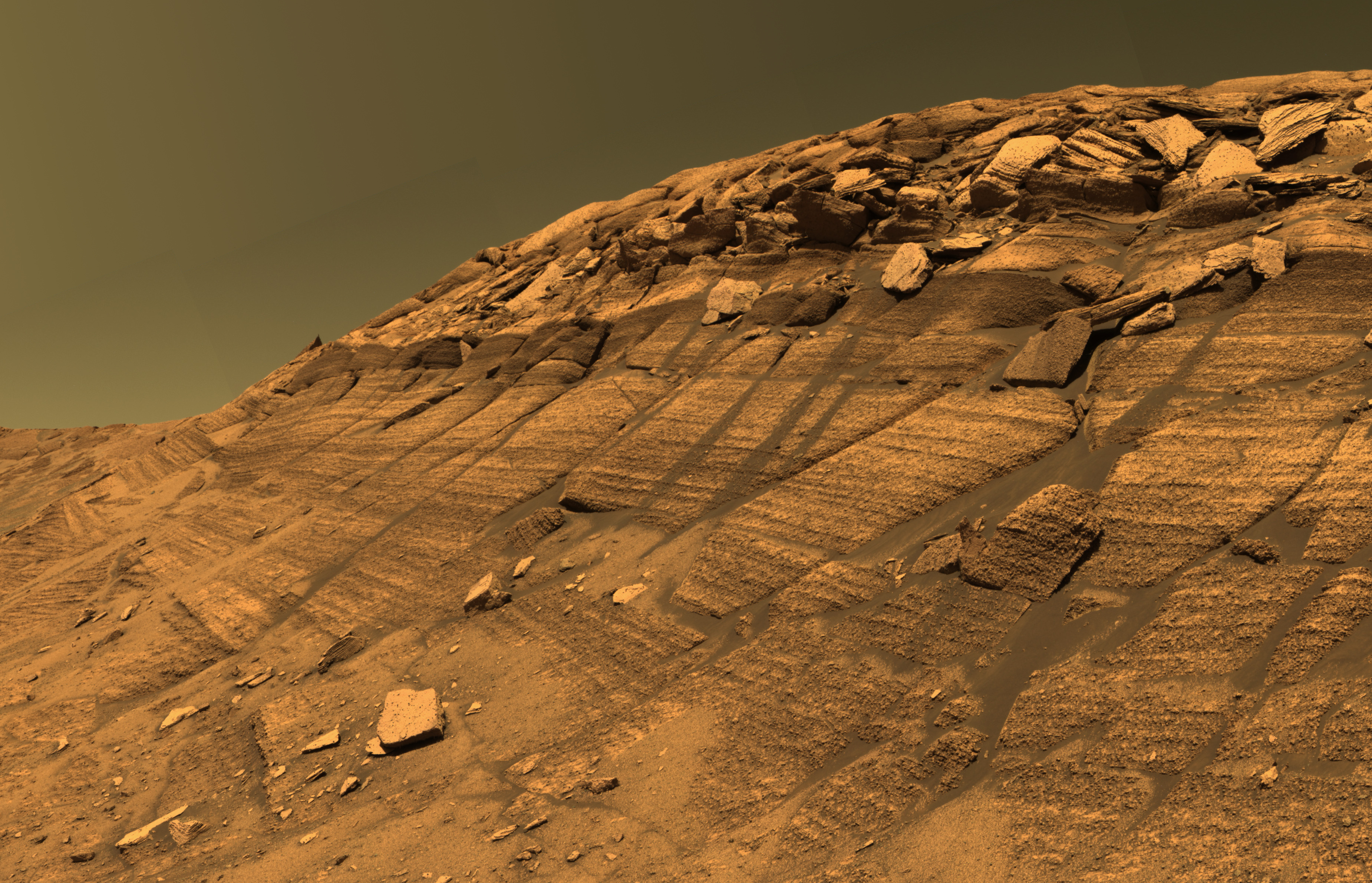
نمای صخره برنز کلیف در داخل استقامت

مریخ‌نورد سپس به سمت برنز کلیف (به انگلیسی: Burns Cliff) حرکت کرد. برنز کلیف که به‌افتخار معدن‌شناس راجر برنز از دانشگاه MIT نامگذاری شده‌است، توسط مریخ‌نورد فرصت از نزدیک مورد مطالعه قرار گرفت. مقدار زیاد لغزش، مانع استفاده مریخ‌نورد از بازوی رباتیک خود شد، با این حال تصویربرداری با وضوح بالا با دوربین پانکام (Pancam) انجام شد که لایه‌های رسوبی را نشان می‌دهد که ممکن است رسوب توسط یک مایع باشد. لایه‌های موجود در صخره بعداً در جنوب دهانه دنبال می‌شوند تا آن را به عنوان یک سازند زمین‌شناسی شناسایی کنند، در این مورد «سازند برنز» است. این اسامی تا زمانی که توسط اتحادیه بین‌المللی اخترشناسی ساخته نشود، رسمی نیست.
برنز کلیف آخرین توقف علمی در درون استقامت بود. مریخ‌نورد در استقامت دچار مشکلاتی شد که باعث می‌شد بیرون بیاید (مثلاً لغزش) اما همچنان برتری یافت. با ترک استقامت، به سمت سپر حرارتی خود حرکت کرد و در آنجا شهاب‌سنگ مریدیانی پلانوم (Meridiani Planum) را پیدا کرد که اتفاقاً اولین شهاب‌سنگ کشف‌شده در یک سیاره دیگر بود.

## تاریخچه رطوبت
مریخ‌نورد فرصت حدود نیم‌سال را به بررسی استقامت پرداخت. در آن زمان، علاوه بر تأیید وجود آب مایع در دوران باستان، داده‌های جمع‌آوری‌شده توسط مریخ‌نورد جایگزین، تاریخچه آب در مریدیانی پلانوم (Meridiani Planum) را بسیار گسترش داد. استقامت مقطع برشی از سنگ بستر این قسمت از مریخ را در اختیار دانشمندان در مأموریت قرار داد و نشان داد که آب مایع فقط یکبار از سطح آن جریان نداشته‌است (بلکه دفعات زیادی جریان داشته‌است) اما ماهیت اپیزودیک (دوره‌ای و نامنسجم) دارد و تا به حال به‌طور دائمی وجود نداشته‌است، بلکه به‌صورت متناوب سیلان یافته و بعد شستن سطح، دوباره خشک می‌شود. تفسیر مواد (مانند سولفات‌ها) در بیرون‌زدگی‌های تبخیری استقامت، باعث شد دانشمندان مأموریت بر این باور باشند که این دریای کم‌عمق احتمالاً ماهیتی اسیدی دارد اما نمی‌تواند این احتمال را رد کند که در برخی نقاط، زندگی در خارج استقامت وجود نداشته‌است.

## برای مطالعهٔ بیشتر
- Grotzinger, J.P.; Arvidson, R; Belliii, J; Calvin, W; Clark, B; Fike, D; Golombek, M; Greeley, R;  et al. (2005). "Stratigraphy and sedimentology of a dry to wet eolian depositional system, Burns formation, Meridiani Planum, Mars". Earth and Planetary Science Letters. 240 (1): 11–72. Bibcode:2005E&PSL.240...11G. doi:10.1016/j.epsl.2005.09.039.